# Klassenzahl
Sei {\displaystyle K} ein algebraischer Zahlkörper. Dann ist seine Klassenzahl {\displaystyle h_{K}} die Ordnung der (stets endlichen) Idealklassengruppe von {\displaystyle K}.

## Zahlentheoretische Bedeutung
Möchte man eine Gleichung {\displaystyle F(x)=1} über einem Zahlkörper lösen, so ist eine mögliche Strategie, die Gleichung über der Idealgruppe {\displaystyle I_{K}} und der Idealklassengruppe {\displaystyle Cl_{K}} zu lösen. Ist 1 die einzige Lösung über der Idealklassengruppe, so ist jedes Ideal {\displaystyle {\mathfrak {a}}} mit {\displaystyle F({\mathfrak {a}})=1} ein Hauptideal: {\displaystyle {\mathfrak {a}}=(\alpha )}. Diese Zahl {\displaystyle \alpha } löst die ursprüngliche Gleichung modulo Einheiten.
Um die Gleichung über {\displaystyle Cl_{K}} zu lösen, genügt es, die Struktur von {\displaystyle Cl_{K}} als abelsche Gruppe zu kennen. In den meisten Fällen genügt sogar die Kenntnis der Primfaktorzerlegung von {\displaystyle h_{K}} (z. B. {\displaystyle x^{n}=1\Rightarrow x=1} für {\displaystyle (n,h_{K})=1} oder: {\displaystyle x^{n}=1}, falls {\displaystyle h_{K}|n}).
Aus diesem Grund ist die Bestimmung der Idealklassenzahl eine der zentralen Aufgaben der Zahlentheorie.

### Beispiel Kreisteilungskörper und fermatsche Vermutung
In den frühen Beweisversuchen zur Fermatschen Vermutung ging man stillschweigend davon aus, dass die für dieses Problem wichtigen Kreisteilungskörper {\displaystyle \mathbb {Q} (\zeta _{p})} (mit {\displaystyle p} dem jeweiligen Exponenten in der Fermatgleichung und {\displaystyle \zeta _{p}} einer primitiven {\displaystyle p}-ten Einheitswurzel) eine eindeutige Primfaktorzerlegung hätten (Klassenzahl 1), was durch Ernst Eduard Kummer widerlegt wurde. Kummer führte neue algebraische Objekte ein, die Ideale, und konnte so die Beweise für eine große Klasse von Kreisteilungskörpern retten, indem er vom Rechnen mit den algebraischen Zahlen selbst zum Rechnen mit denjenigen Teilmengen der Zahlen des algebraischen Zahlkörpers überging, die die Ideale bilden. Die Kreisteilungskörper, für die er die Fermatsche Vermutung beweisen konnte, hatten ein {\displaystyle p}, das eine reguläre Primzahl darstellte, das heißt, sie teilte die Klassenzahl des Kreisteilungskörpers nicht: {\displaystyle p\nmid h_{\mathbb {Q} (\zeta _{p})}}.
Der Spezialfall der fermatschen Vermutung lautete dann: Sei {\displaystyle p} eine ungerade reguläre Primzahl. Dann hat die Gleichung {\displaystyle x^{p}+y^{p}=z^{p},\quad (xyz,p)=1} keine ganzzahligen Lösungen.
Beweisskizze: Die Gleichung lässt sich umschreiben zu {\displaystyle \prod _{i=0}^{p-1}(x+\zeta _{p}^{i}y)=z^{p}}. Geht man jetzt zu den Idealen von {\displaystyle \mathbb {Q} (\zeta _{p})} über, erhält man, da die Ideale auf der linken Seite teilerfremd sind, die Gleichungen {\displaystyle x+\zeta _{p}^{i}y={\mathfrak {a}}^{p}}.
Da die Abbildung {\displaystyle x\mapsto x^{p}} auf der Idealklassengruppe von {\displaystyle \mathbb {Q} (\zeta _{p})} injektiv ist, erhalten wird daraus die Gleichungen {\displaystyle x+\zeta _{p}^{i}y=\epsilon \cdot \alpha ^{p}} mit einer Einheit {\displaystyle \epsilon }, die man zum Widerspruch führen kann.
Eine reguläre Primzahl lässt sich auch über Bernoullizahlen definieren:
{\displaystyle p|h_{K}\Leftrightarrow p|B_{j}} für ein {\displaystyle j\in \{2,4,\dotsc ,p-3\}}
Sei {\displaystyle n>0}. Dann gilt: {\displaystyle p|h_{\mathbb {Q} (\zeta _{p})}\Leftrightarrow p|h_{\mathbb {Q} (\zeta _{p^{n}})}}

## Beispiel imaginärquadratischer Zahlkörper und Gaußsches Klassenzahlproblem
Es gibt genau 9 sogenannte Heegner-Zahlen {\displaystyle d\in \mathbb {N} }, für die {\displaystyle K=\mathbb {Q} ({\sqrt {-d}})} die Klassenzahl {\displaystyle h_{K}=1} hat: {\displaystyle d=1,2,3,7,11,19,43,67} und {\displaystyle 163}. Sie stellen die Lösung des Gaußschen Klassenzahlproblems für imaginärquadratische Zahlkörper dar – der Frage, welche imaginär-quadratischen Zahlkörper die Klassenzahl 1 haben, das heißt eindeutige Primfaktorzerlegung. Die Lösung stammt von Kurt Heegner.

## Eigenschaften
- Klassenzahlformel: Für die Klassenzahl {\displaystyle h_{K}} gilt:

{\displaystyle \lim _{s\to 1}(s-1)\zeta _{K}(s)={\frac {2^{r_{1}}\cdot (2\pi )^{r_{2}}\cdot h_{K}\cdot \operatorname {Reg} _{K}}{w_{K}\cdot {\sqrt {\mid D_{K}\mid }}}}}
Dabei ist {\displaystyle w_{K}} die Anzahl der Einheitswurzeln in {\displaystyle K}, {\displaystyle D_{K}} die Diskriminante der Erweiterung {\displaystyle K/\mathbb {Q} }, {\displaystyle \operatorname {Reg} _{K}} der Regulator von {\displaystyle K} und {\displaystyle \zeta _{K}} die Dedekindsche Zeta-Funktion von {\displaystyle K}.
Die Klassenzahlformel eignet sich zur praktischen Berechnung der Klassenzahl.
- Sei {\displaystyle K|k} eine {\displaystyle \mathbb {Z} _{p}}-Erweiterung, d. h., {\displaystyle k=k_{0}\subset k_{1}\subset \cdots \subset K} und {\displaystyle G(k_{n}|k)\cong \mathbb {Z} /p^{n}\mathbb {Z} }. Sei ferner {\displaystyle p^{e_{n}}} der {\displaystyle p}-Anteil der Klassenzahl {\displaystyle h_{k_{n}}}. Dann gibt es von {\displaystyle n} unabhängige natürliche Zahlen {\displaystyle \lambda }, {\displaystyle \mu }, {\displaystyle \nu }, sodass {\displaystyle e_{n}=\lambda n+\mu p^{n}+\nu } für hinreichend großes {\displaystyle n}. (Siehe: Iwasawa-Theorie)
- Vermutung von Vandiver (nicht allgemein bewiesen, für {\displaystyle p<12\cdot 10^{6}} verifiziert):

Sei {\displaystyle K^{+}:=\mathbb {Q} (\zeta _{p})^{+}=\mathbb {Q} (\zeta _{p})\cap \mathbb {R} }. Dann ist {\displaystyle p} kein Teiler von {\displaystyle h_{K^{+}}}.